# ماري بارك
ماري بارك (بالإنجليزية: Mary Parke)‏
(من مواليد 23 مارس 1908 - 17 يوليو 1989) كانت عالمة نبات بحري بريطانية وزميل الجمعية الملكية (عام 1972) وتخصصت في علم النفس، ودراسة الطحالب.

## أعمالها العلمية
ساهمت ماري بارك كثيرا في دراسة الطحالب البحرية وقد نشرت العديد من المقالات حول هذا الموضوع. قد يعتبر عملها الرائد في زراعة الطحالب في المختبر أهم مساهمة لها. ولقد اكتشفت أن سوط إيسكريسيس جالبانا مثالي لتغذية يرقات المحار. تستخدم ثقافات هذا النوع في تربية الأسماك وفي مختبرات الأبحاث في جميع أنحاء العالم. سعى معظم الباحثين ومزارعي الأسماك الذين يبحثون عن طعام لإطعام الحيوانات البحرية مثل يرقات السلطعون أو مرشحات طعامية مثل العضلات إلى بارك للحصول على إرشادات بشأن أفضل الطحالب وثقافتها الفرعية خلال حياتها المهنية. اشتهرت بارك أيضاً برسوماتها الجميلة والدقيقة من الطحالب باستخدام المجهر الضوئي كما أن تعييناتها للهياكل الطحلبية باستخدام المجهر الإلكتروني وضعت معياراً جديداً في هذا المجال.

## السيرة الذاتية والانتماءات المهنية
ولدت بارك في بوتل ليفربول في إنجلترا في 23 مارس 1908.
حصلت على منحة إسحاق روبرتس في علم الأحياء أثناء دراسة علم النبات في جامعة ليفربول. تخرجت في عام 1929 وحصلت على الدكتوراه في عام 1932 تليها دكتوراه في العلوم في عام 1950.
نشرت أول مطبوعة لبارك باسم Manx Algae عام 1993 وقد كتبتها بالتعاون مع المشرفة على رسالتها الدكتوراه مارجوري نايت وأصبح عمل مرجعي قياسي في الطحالب. خلال وجودها في محطة بورت ايرين البحرية البيولوجية أجرت بارك بحثاً حول تربية وتغذية يرقات المحار التجارية. أدى هذا البحث بالنتيجة إلى وصف الكائنات الحية الدقيقة التي لم يتم وصفها سابقاً مثل إيسكريسيس جالبانا.
في عام 1952 كانت بارك عضوا مؤسسا للجمعية البريطانية للبيولوجيا وقامت بتحرير النشرة الفيزيولوجية البريطانية (1967-1967) وكانت رئيسة للجمعية من عام 1959 إلى عام 1960. حصلت بارك على جوائز دولية بما في ذلك عضوية مراسلة للجمعية النباتية الملكية بهولندا (1970)، وعضوية الأكاديمية النرويجية للعلوم والآداب (1971)، وزمالة الجمعية الملكية (1972). بالإضافة إلى ذلك، كانت زميلة في معهد علم الأحياء وجمعية لينيا وحصلت على درجة الدكتوراه الفخرية في العلوم من جامعة ليفربول في عام 1986.
تقاعدت بارك في عام 1973 وتوفيت في بليموث في عام 1989 بعد مرض دام لفترة قصيرة.

## أرشيف
يُحتفظ بأرشيف بارك للأوراق الشخصية والعلمية بالمكتبة الوطنية للأحياء البحرية بالرابطة البيولوجية البحرية في بليموث.